# Estrazione del carbone
Per estrazione del carbone si intende la pratica di prelevamento del carbone fossile dal sottosuolo terrestre. 

## Metodi di estrazione del carbone

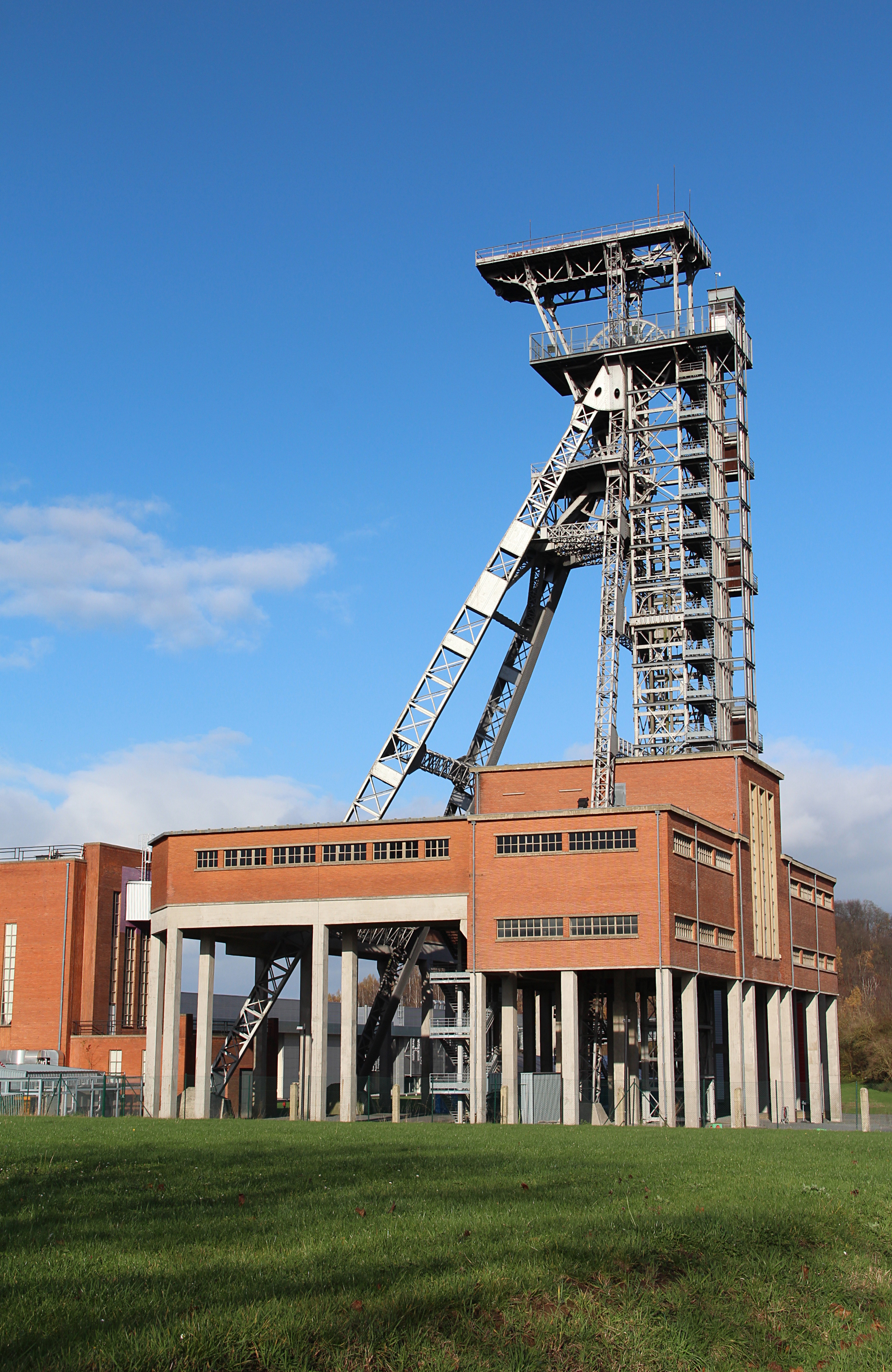
Miniera di carbone di Crachet Picquery Frameries in Belgio.

L'economicità dell'estrazione del carbone dipende soprattutto dalla profondità dei giacimenti, nonché dai fattori geologici dell'area estrattiva.
Vi sono due principali metodi di estrazione del carbone:
- Il primo consiste nell'estrazione a cielo aperto, qualora il giacimento di carbone non si trovi troppo in profondità. Lo scavo e la successiva estrazione producono elevate quantità di polvere, che danneggiano la salute degli operai, nonché quella della flora e fauna limitrofa.
- Il secondo metodo si utilizza quando il giacimento si trova in profondità. In tali casi, la miniera è sotterranea. Naturalmente, in tal caso, gli effetti nocivi dell'estrazione del materiale rimangono circoscritti ai manovali che operano esclusivamente nella miniera. In entrambi i casi i rischi e l'inquinamento prodotti dall'estrazione vengono mitigati con sistemi di abbattimento e raccolta delle polveri.

Vi sono, inoltre, vari metodi per procedere all'estrazione di carbone nelle miniere (in sotterraneo):
- Camere e Pilastri: Consiste nello scavare il giacimento con una rete di gallerie a formare una maglia simile a quella delle vie di una cittadina che isolino degli "isolati". Vengono così vuotate alcune zone (camere) e lasciate in posto altre (pilastri), per sostenere la volta. Gli spazi vuoti lasciati (camere) possono essere riempiti di sterili per impedire cedimenti che potrebbero propagarsi fino alla superficie.
- Estrazione in ritirata: E' la fase successiva alla coltivazioni a Camere e Pilastri e consiste nel prelevare il materiale lasciato in posto (pilastri). Tale pratica, però, è molto rischiosa, in quanto può provocare cedimenti strutturali dei tunnel, quindi si usano delle macchine telecomandate in grado di introdursi nella miniera ed estrarre il materiale. È stata molto usata negli Stati Uniti.

- Estrazione lungo il fronte: viene condotta scavando due gallerie parallele all'interno dello strato di carbone e successivamente aprendo un fronte di scavo perpendicolare ad esse. Lungo il fronte di scavo una tagliatrice a tamburo rotante corre su un nastro trasportatore, la volta è sorretta per mezzo di un'attrezzatura mobile che utilizza supporti idraulici (conosciuta come: armatura marciante) per sorreggere il tetto. Successivamente alla rimozione di una parte del carbone, l'intero complesso costituito da: tagliatrice, nastro trasportatore, ed armatura marciante avanza, provocando il cedimento delle pareti retrostanti non più sostenute dall'armatura.

Altri metodi di estrazione mineraria includono l'estrazione a gradoni. Questi metodi sono generalmente applicati in una miniera a cielo aperto ed hanno un forte impatto ambientale. 
Estraendo il carbone in sotterraneo l'ambiente non viene modificato come nelle miniere a cielo aperto, ma i minatori sono più a rischio per diversi fattori: per il crollo o l'allagamento delle gallerie; per la mancanza o l'insufficienza di aria e per l'esplosione del gas metano o grisou.
Quando il carbone viene estratto dalla miniera, miscelato, a seconda della sua collocazione, viene trasportato attraverso carbodotti.

## Storia
La più antica miniera di profondità a lavoro continuo del Regno Unito e probabilmente del mondo è la Tower Colliery al margine settentrionale delle vallate del Galles meridionale. Questa miniera di carbone fu aperta nel 1805 e fu rilevata alla fine del 20º secolo dai suoi stessi minatori piuttosto che permettere che venisse chiusa.

## Pericoli per i minatori

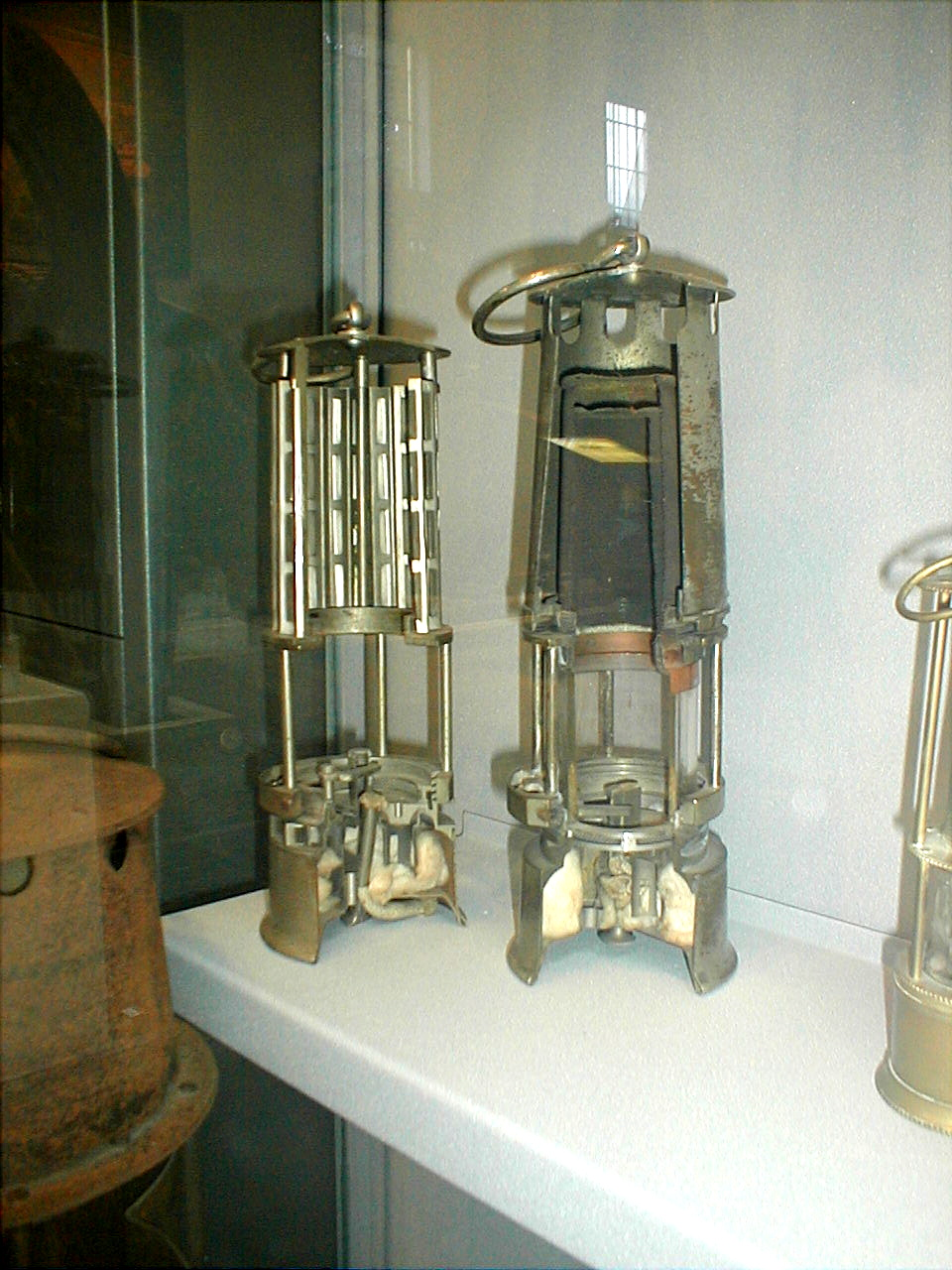
Lampada di minatore

L'estrazione del carbone, storicamente, è stata un'attività estremamente pericolosa. La legislazione in materia di sicurezza sul lavoro è stata ovunque a lungo e molto carente in campo minerario. Fu proprio nelle miniere di carbone che avvennero i più gravi incidenti minerari negli Stati Uniti d'America (Disastro di Monongah, West Virginia, 6 dicembre 1907, 362 vittime) e in Europa (Disastro di Marcinelle, Belgio, 8 agosto 1956, 262 morti; Disastro di Courrières, Francia, 10 marzo 1906, 1099 morti). 
I rischi di miniere a cielo aperto sono principalmente legati alla stabilità del fronte di scavo (alla sua pendenza). In sotterraneo i rischi sono legati ai crolli della volta della miniera, alle esplosioni di gas ed all'espansione repentina delle rocce circostanti. La maggior parte di questi rischi possono essere ampiamente ridotti nelle miniere moderne e i molteplici incidenti fatali sono adesso rari nel mondo sviluppato. Miglioramenti nei metodi estrattivi (per esempio estrazioni meccanizzate), drenaggio del gas, lampade di sicurezza e l'aerazione, hanno ridotto molto questi rischi. Nei paesi meno sviluppati, la sicurezza non è presa in considerazione nel modo dovuto, e l'estrazione del carbone si presenta ancora come un lavoro ad alto rischio.
La Cina in particolare è il leader mondiale nelle morti collegate all'estrazione del carbone, con stime ufficiali di circa 6000 morti nel 2004. Stime non ufficiali pongono le cifre molto più in alto, circa a 20.000 morti. La Cina è inoltre il leader mondiale nella produzione di carbone e nel suo consumo. Le malattie croniche ai polmoni, come la pneumoconiosi sono comuni ai minatori, causando un'aspettativa di vita ridotta per gli occupati.
Negli ultimi mesi del 2010 sono state rese pubbliche le notizie di diversi incidenti in diverse miniere. Il 16 ottobre 2010 il disastro in provincia di Henan in Cina, causato da un'esplosione di gas e polvere di carbone, l'esplosione ha provocato la morte di 37 minatori. Scenario simile in Cile dove 34 minatori sono rimasti intrappolati in una piccola miniera nel nord del Cile, a 450 km da Santiago, salvati miracolosamente solo dopo due mesi e dieci giorni di agonie. Lo stesso non è stato invece possibile notificare per i minatori della Pike River Mine in Nuova Zelanda, dove nel novembre 2010 hanno trovato la morte 29 minatori.

## Impatti ambientali
L'estrazione del carbone provoca frequentemente impatti ambientali significativamente diversi. L'industria mineraria a cielo aperto distrugge tipicamente il valore ambientale dei terreni interessati. Tutte le forme di industria mineraria generano con ogni probabilità aree in cui il carbone viene impilato e dove il carbone ha un contenuto solforico significativo. I cumuli di carbone possono generare un percolato acido quando viene esposto alle precipitazioni. Questi liquidi possono provocare gravi danni ambientali ai corsi d'acqua ricettori. Inoltre i mucchi di scorie sono soggette a scivolamenti, come il disastro di Aberfan che ha ucciso 144 persone nel 1966.